# Sem Franssen
Sem Franssen (* 10. April 1984 in Neerpelt) ist ein belgischer Fußballtorwart, der seine Karriere 2016 beendet hat. Er war überwiegend für unterklassige Clubs seines Heimatlandes aktiv.
Nach dem Abgang von Logan Bailly zu Borussia Mönchengladbach wechselte er im Januar 2009 als Ersatz – und zweiter Torhüter hinter Davino Verhulst – von dem Drittligisten KSK Tongeren zu KRC Genk. Für diesen Club war er bereits als Jugendspieler aktiv und absolvierte in der Profimannschaft damals drei Partien in der ersten belgischen Liga. 2009 gewann er als Kadermitglied den nationalen Fußballpokal.
Nach anschließenden weiteren Engagements für unterklassige Teams beendete er 2016 seine aktive Karriere. Im Herbst 2016 war er Sportdirektor von Lommel United.

## Erfolge
- Belgischer Fußballpokal: 2009